# Saint-Hilaire-Fontaine
Pour les articles homonymes, voir Saint-Hilaire et Fontaine.
Saint-Hilaire-Fontaine est une commune française située dans le département de la Nièvre, en région Bourgogne-Franche-Comté.

## Géographie
Saint-Hilaire-Fontaine est une commune située dans le département de la Nièvre, dans l’arrondissement de Château-Chinon (Ville). La superficie de la commune est de 2 337 hectares. Son altitude varie entre 195 et 247 mètres. Elle compte 166 habitants en 2018.
Le village est implanté dans le sud de la Nièvre, à environ 50 km de Nevers (par la route). Il est situé à 16 km de Decize et à 48 km au sud-ouest de Château-Chinon (Ville), son chef-lieu d'arrondissement. Il est traversé par la D 979.

### Hameaux, lieux-dits et écarts
- Atelier, Bauduron, (les) Bordes, Breux, Bridat, Briffault, (la) Chaize, Champ Meunier, Champlin, Champs Cornus, Chez Dubiez, Chez Durier, Chez Nolay, Chez Thibault, (la) Croix, Domaine Neuf, Fondereaux, (les) Fonds, Fontaine, (la) Gare, (la) Garenne, Gilette, Grands Martins, (le) Gué, (la) Maison Neuve, (la) Montée, Moulin au Loup, (le) Perreux, (les) Réserves, (la) Saulée, Terrain, Thareau, Tuilerie, Vignonnerie[2].

### Hydrographie
À Thareau, la Cressonne se jette dans la Loire, après avoir parcouru les bocages du Morvan Sud. La Loire était une voie d'eau très fréquentée jusqu'au XVIIIe siècle et sur les bords du fleuve se trouvait le port de Thareau où étaient extraits les sables pour la fabrication du verre à la Grande Halle de Fours. Les bateaux repartaient avec le verre manufacturé.

### Typologie
Au 1er janvier 2024, Saint-Hilaire-Fontaine est catégorisée commune rurale à habitat très dispersé, selon la nouvelle grille communale de densité à sept niveaux définie par l'Insee en 2022.
Elle est située hors unité urbaine. Par ailleurs la commune fait partie de l'aire d'attraction de Bourbon-Lancy, dont elle est une commune de la couronne,. Cette aire, qui regroupe 12 communes, est catégorisée dans les aires de moins de 50 000 habitants,.

### Occupation des sols
L'occupation des sols de la commune, telle qu'elle ressort de la base de données européenne d’occupation biophysique des sols Corine Land Cover (CLC), est marquée par l'importance des territoires agricoles (57,1 % en 2018), une proportion sensiblement équivalente à celle de 1990 (57,6 %). La répartition détaillée en 2018 est la suivante : forêts (37,1 %), prairies (28,9 %), zones agricoles hétérogènes (15,6 %), terres arables (12,6 %), milieux à végétation arbustive et/ou herbacée (3,2 %), eaux continentales (2,6 %). L'évolution de l’occupation des sols de la commune et de ses infrastructures peut être observée sur les différentes représentations cartographiques du territoire : la carte de Cassini (XVIIIe siècle), la carte d'état-major (1820-1866) et les cartes ou photos aériennes de l'IGN pour la période actuelle (1950 à aujourd'hui).

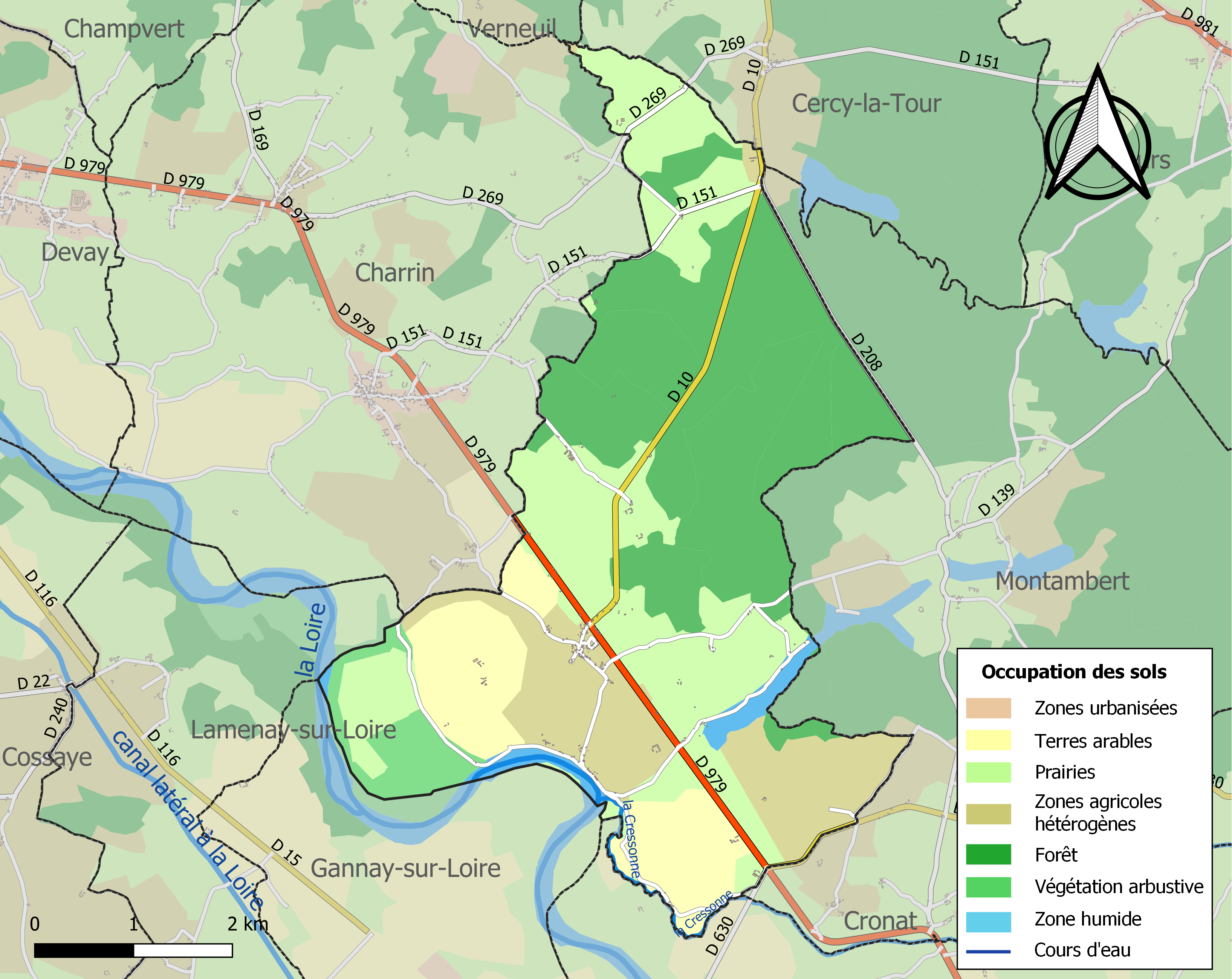
Carte des infrastructures et de l'occupation des sols de la commune en 2018 (CLC).

### Climat
Pour des articles plus généraux, voir Climat de la Bourgogne-Franche-Comté et Climat de la Nièvre.
En 2010, le climat de la commune est de type climat océanique dégradé des plaines du Centre et du Nord, selon une étude du Centre national de la recherche scientifique s'appuyant sur une série de données couvrant la période 1971-2000. En 2020, Météo-France publie une typologie des climats de la France métropolitaine dans laquelle la commune est exposée à un climat océanique altéré et est dans la région climatique Centre et contreforts nord du Massif Central, caractérisée par un air sec en été et un bon ensoleillement.
Pour la période 1971-2000, la température annuelle moyenne est de 10,8 °C, avec une amplitude thermique annuelle de 16,6 °C. Le cumul annuel moyen de précipitations est de 837 mm, avec 12,5 jours de précipitations en janvier et 7,4 jours en juillet. Pour la période 1991-2020, la température moyenne annuelle observée sur la station météorologique de Météo-France la plus proche, « Fours », sur la commune de Fours à 9 km à vol d'oiseau, est de 11,4 °C et le cumul annuel moyen de précipitations est de 904,1 mm. 
La température maximale relevée sur cette station est de 40,8 °C, atteinte le 5 août 2003 ; la température minimale est de −13,2 °C, atteinte le 24 décembre 2001,,.
Les paramètres climatiques de la commune ont été estimés pour le milieu du siècle (2041-2070) selon différents scénarios d'émission de gaz à effet de serre à partir des nouvelles projections climatiques de référence DRIAS-2020. Ils sont consultables sur un site dédié publié par Météo-France en novembre 2022.

## Toponymie
Le nom de la commune rappelle le souvenir de Hilarius, évêque de Poitiers au IVe siècle. Le toponyme Fontaine évoque le prieuré du même nom, qui se trouvait dans la paroisse.
On relève les occurrences suivantes du nom de la commune : Sanctus Hylarius (1275), paroisse de Sainct-Hilayre (1310), Saint-Hilaire-sur-Loire (1756), la Motte-Saint-Hilaire (1764).

## Histoire
- Le port de Thareau au bord de la Loire, était autrefois une paroisse du nom d'Aulnay, avec une église et son cimetière. Cette cure appartenait à l'abbaye de Saint-Martin d'Autun, donation confirmée par une bulle du pape Alexandre III, réfugié en France, en 1164[18]. Selon un ancien curé, auteur d’une monographie de la commune, Thareau appartenait autrefois à la « province » de Ganay (Allier)[19].
- La première mention du nom de la commune date de 1275 : Sanctus Hylarius.
- Le 29 juin 1694, le meunier du « sieur Sallonnyer de Saint-Hilaire » porte plainte pour un vol de chevaux. Le 9 juillet suivant, l’auteur des faits est condamné « à être pendu à une potence » et la sentence est exécutée le 10[17].
- De 1750 à 1850, la commune connaît une période de prospérité grâce à l’activité du port de Thareau[19].
- Au mois d’octobre 1846, à la suite d’une crue de la Loire, la commune, « déjà trop à plaindre par suite de la mauvaise récolte, se trouve réduite à la plus affreuse misère. Les inondés n’ont ni pain ni vêtemens ; les eaux couvrent les blés dans les granges »[20]. Dans la semaine, la commune est visitée par l’évêque de Nevers. Dans toute la France, « des sommes immenses » sont recueillies pour venir en aide à la population[19].
- Le 25 juillet 1866, la foudre tombe sur le clocher de l’église[19].
- De 1872 à 1877, des travaux sont réalisés pour l’agrandissement de la nef et la reconstruction du clocher de l’église[21].
- Le 19 juin 1884, la compagnie PLM met en exploitation la ligne de Cercy-la-Tour à Gilly-sur-Loire, d’une longueur de 40 km, sur laquelle se trouve la gare de la commune, ouverte au transport de marchandises, « ainsi qu’à celui des voitures et des animaux vivants »[22].
- En 1906[23], le nombre d'habitants de Saint-Hilaire, qui compte 112 maisons, s'élève à 545 individus. La commune compte un instituteur et une institutrice, deux « institutrices libres », un desservant (c’est-à-dire un curé), un facteur-receveur, un facteur auxiliaire, un afficheur, deux gardes particuliers (dont celui de la comtesse de Cordon) et quatre cantonniers (auxquels s’ajoute un « ancien »). La compagnie des chemins de fer emploie quinze personnes : 1 chef de gare, 8 gardes-barrières (des femmes) et 6 poseurs[24]. Il n’y a que quatre commerçants : 2 épicières, 1 boulanger et 1 aubergiste. Les artisans sont beaucoup plus nombreux : 6 maréchaux-ferrants, 4 couturières, 3 tailleurs d’habits, 3 tuiliers, 3 charrons, 2 maçons, 2 charpentiers, 2 sabotiers, 2 basse-couriers[25], 2 charbonniers, 2 lingères, 1 menuisier, 1 équarrisseur et 1 jardinier (considéré comme domestique). La catégorie socioprofessionnelle la plus représentée est celle des cultivateurs (71 individus, dont 3 propriétaires-agriculteurs), suivie par les domestiques (65, dont 14 cultivateurs) et les journaliers (43). On recense également dans la commune 2 marchands de sable et 1 marchand de bois, ainsi qu’1 agronome-publiciste, 1 garde-régisseur et 1 marinier. Le recensement mentionne également un rentier et un étudiant. Au total, on relève à Saint-Hilaire 40 professions différentes. On n’y trouve, en 1906, ni médecin ni notaire ni sage-femme. Il n’y a aucun étranger dans la commune. Comme c’est souvent le cas dans la Nièvre, plusieurs familles du village accueillent un « petit Paris » : il y a 11 « assistés de la Seine » et 2 « enfants en garde » à Saint-Hilaire en 1906.
- En 1927, il existe une cellule communiste dans la commune, laquelle se livre à des attaques fréquentes et très violentes contre le maire de l’époque, qualifié de « maire fasciste »[26].

### Curés
- Benoît Pain (1666), Louis Auduger (1679), Léonard Richou (1692), Étienne Lacombe (1756)[17], Charles Choignère (1846)...

### Seigneurs
- Sieur Després, écuyer, seigneur de Roche, seigneur décimateur de Saint-Hilaire (1687) ; Claude Sallonnier, sieur de Saint-Hilaire (1699)[17].

## Politique et administration
| Période                                  | Période                  | Identité         | Étiquette | Qualité                    |
| ---------------------------------------- | ------------------------ | ---------------- | --------- | -------------------------- |
| Les données manquantes sont à compléter. |                          |                  |           |                            |
| 1846                                     |                          | Caquet           |           |                            |
| 1886                                     |                          | R. de Pracomtal. |           | Comte                      |
| 1901                                     |                          | François Caquet  |           | Agriculteur                |
| mars 2001                                | mars 2014                | Alain Théveniaud |           | Gérant de société agricole |
| mars 2014                                | En cours (au avril 2014) | Claude Royé      |           |                            |

## Démographie
L'évolution du nombre d'habitants est connue à travers les recensements de la population effectués dans la commune depuis 1793. Pour les communes de moins de 10 000 habitants, une enquête de recensement portant sur toute la population est réalisée tous les cinq ans, les populations de référence des années intermédiaires étant quant à elles estimées par interpolation ou extrapolation. Pour la commune, le premier recensement exhaustif entrant dans le cadre du nouveau dispositif a été réalisé en 2008.

En 2022, la commune comptait 171 habitants, en évolution de −3,93 % par rapport à 2016 (Nièvre : −3,28 %, France hors Mayotte : +2,11 %).
| 1793 | 1800 | 1806 | 1821 | 1831 | 1836 | 1841 | 1846 | 1851 |
| ---- | ---- | ---- | ---- | ---- | ---- | ---- | ---- | ---- |
| 470  | 304  | 421  | 563  | 533  | 529  | 487  | 495  | 533  |

| 1856 | 1861 | 1866 | 1872 | 1876 | 1881 | 1886 | 1891 | 1896 |
| ---- | ---- | ---- | ---- | ---- | ---- | ---- | ---- | ---- |
| 530  | 507  | 511  | 509  | 485  | 508  | 545  | 575  | 551  |

| 1901 | 1906 | 1911 | 1921 | 1926 | 1931 | 1936 | 1946 | 1954 |
| ---- | ---- | ---- | ---- | ---- | ---- | ---- | ---- | ---- |
| 574  | 545  | 494  | 453  | 429  | 383  | 338  | 342  | 312  |

| 1962 | 1968 | 1975 | 1982 | 1990 | 1999 | 2006 | 2008 | 2013 |
| ---- | ---- | ---- | ---- | ---- | ---- | ---- | ---- | ---- |
| 267  | 255  | 232  | 241  | 196  | 188  | 191  | 192  | 185  |

| 2018 | 2022 | - | - | - | - | - | - | - |
| ---- | ---- | - | - | - | - | - | - | - |
| 166  | 171  | - | - | - | - | - | - | - |

## Culture locale et patrimoine

### Lieux et monuments
- Église Saint-Hilaire de Saint-Hilaire-Fontaine, du XIIe siècle et de la deuxième moitié du XIXe siècle.
- Moulin-au-Loup.
- Levée de Thareau, lieu de promenade.

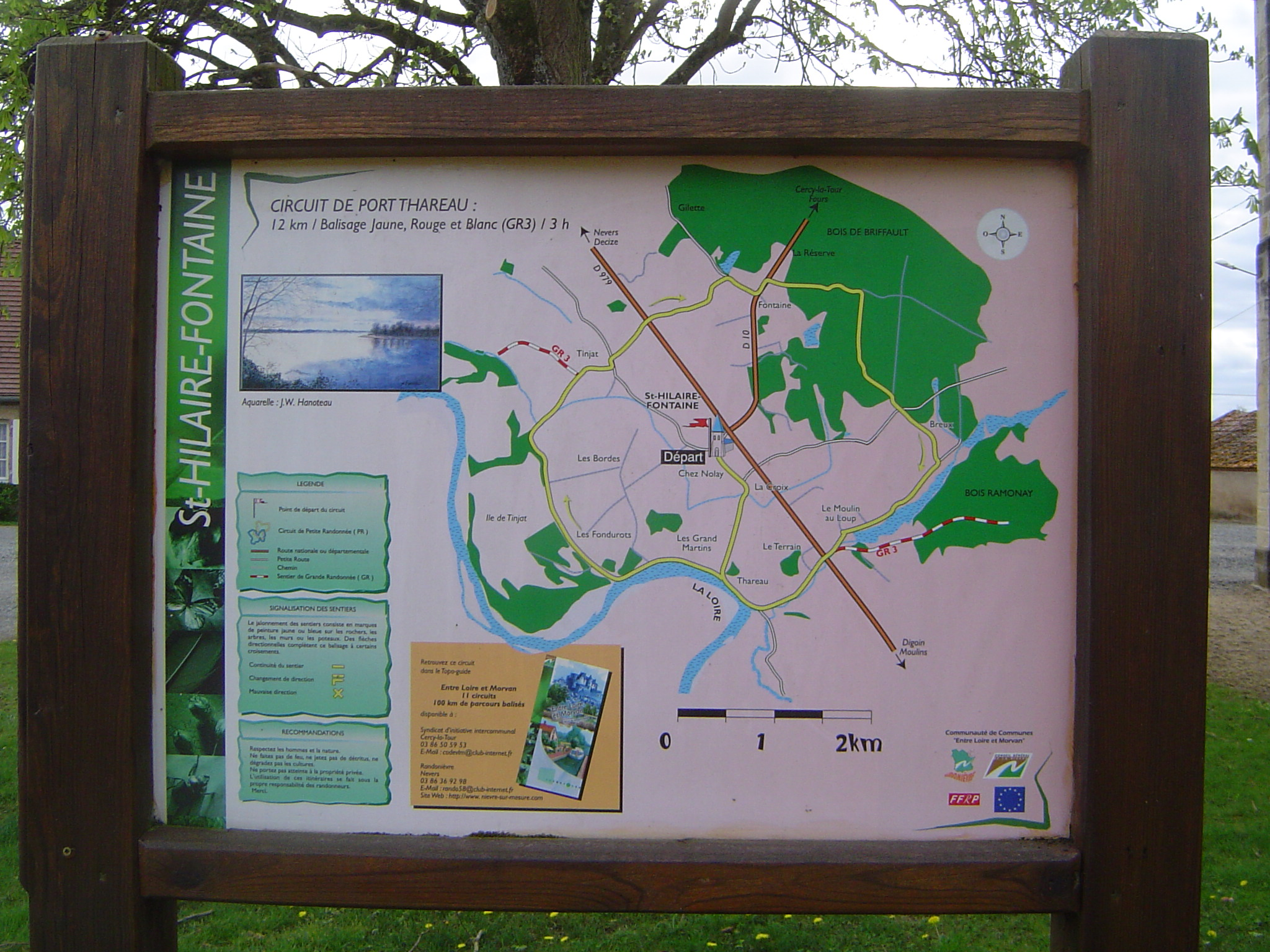
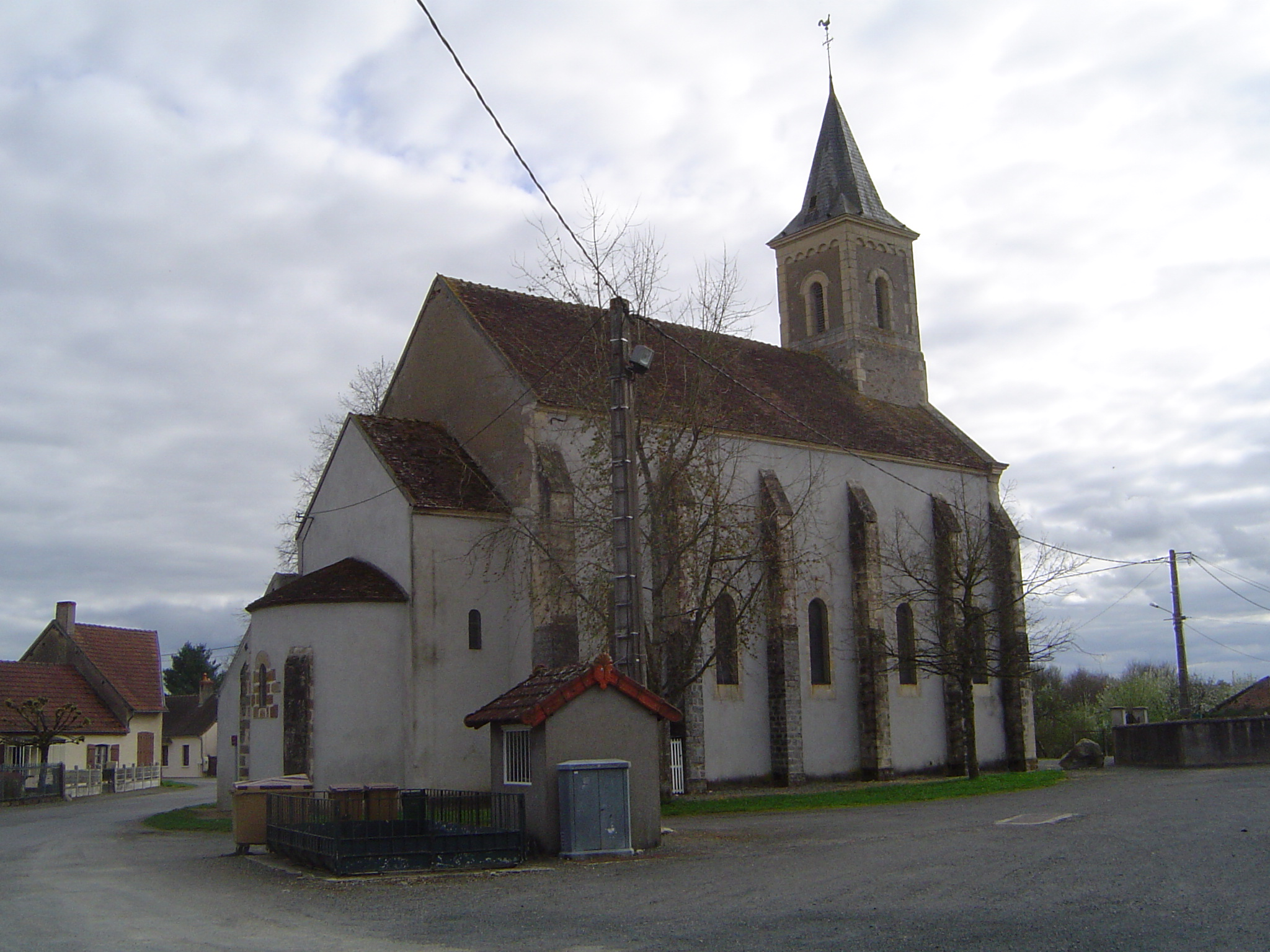
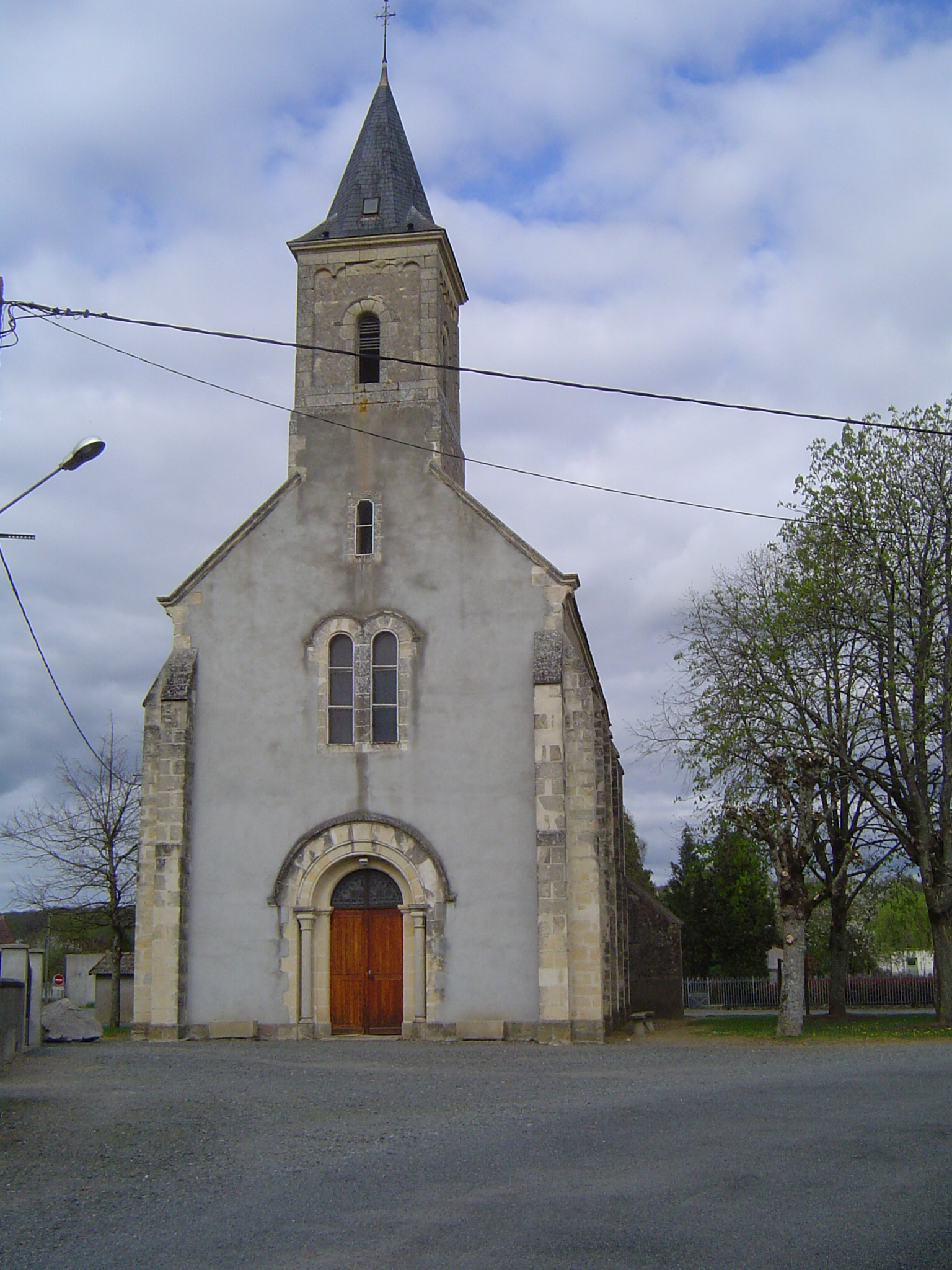
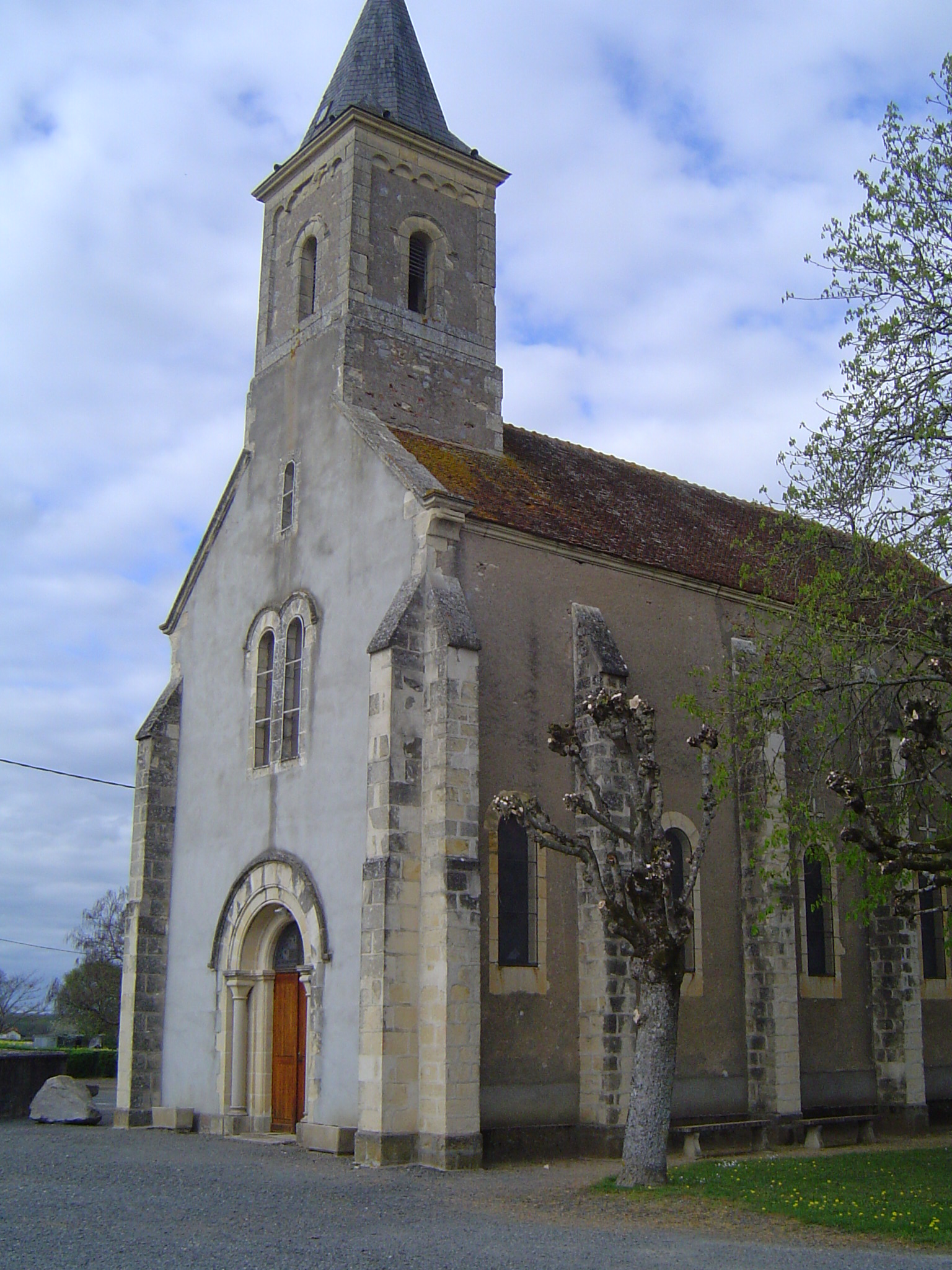
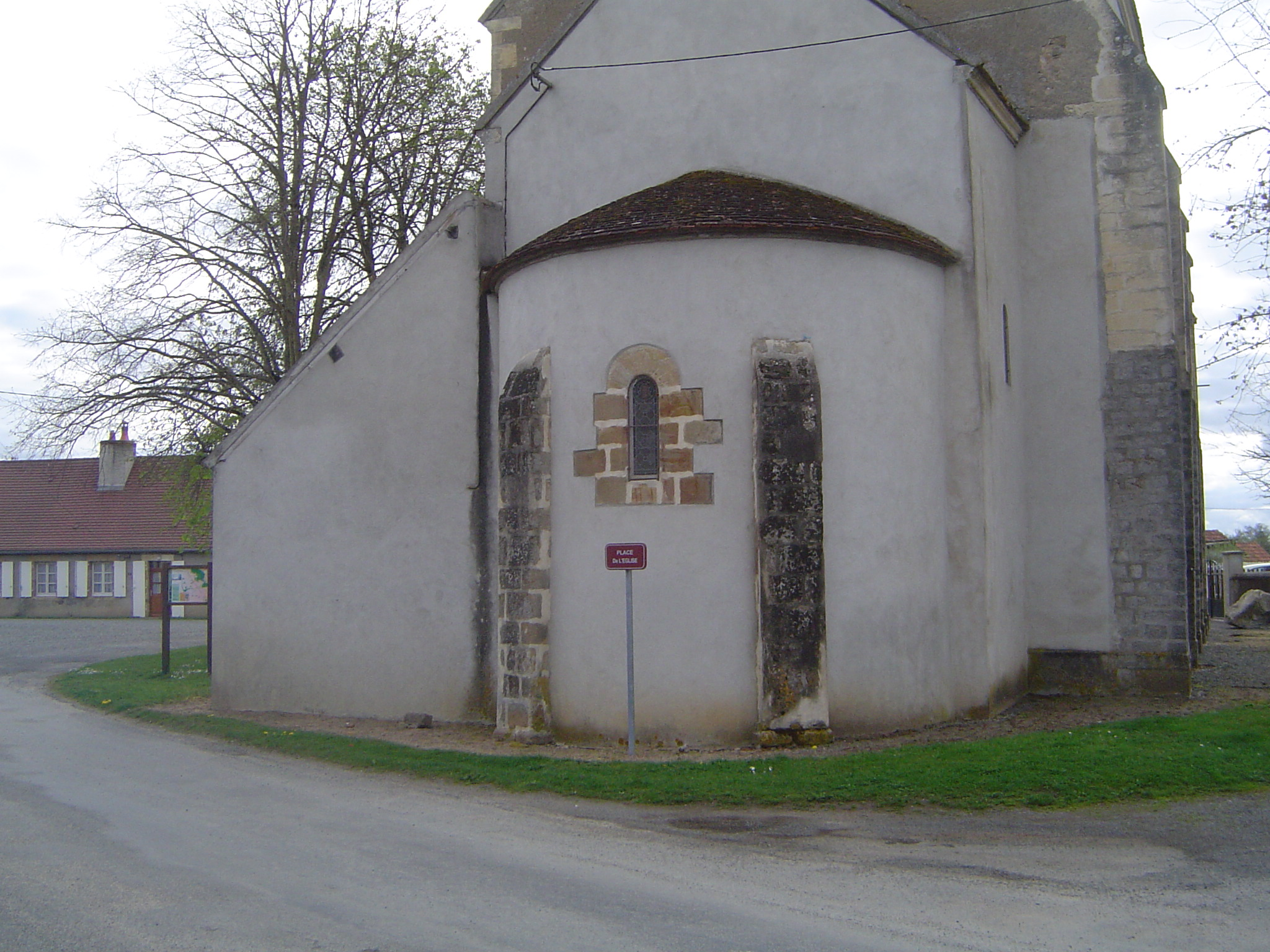
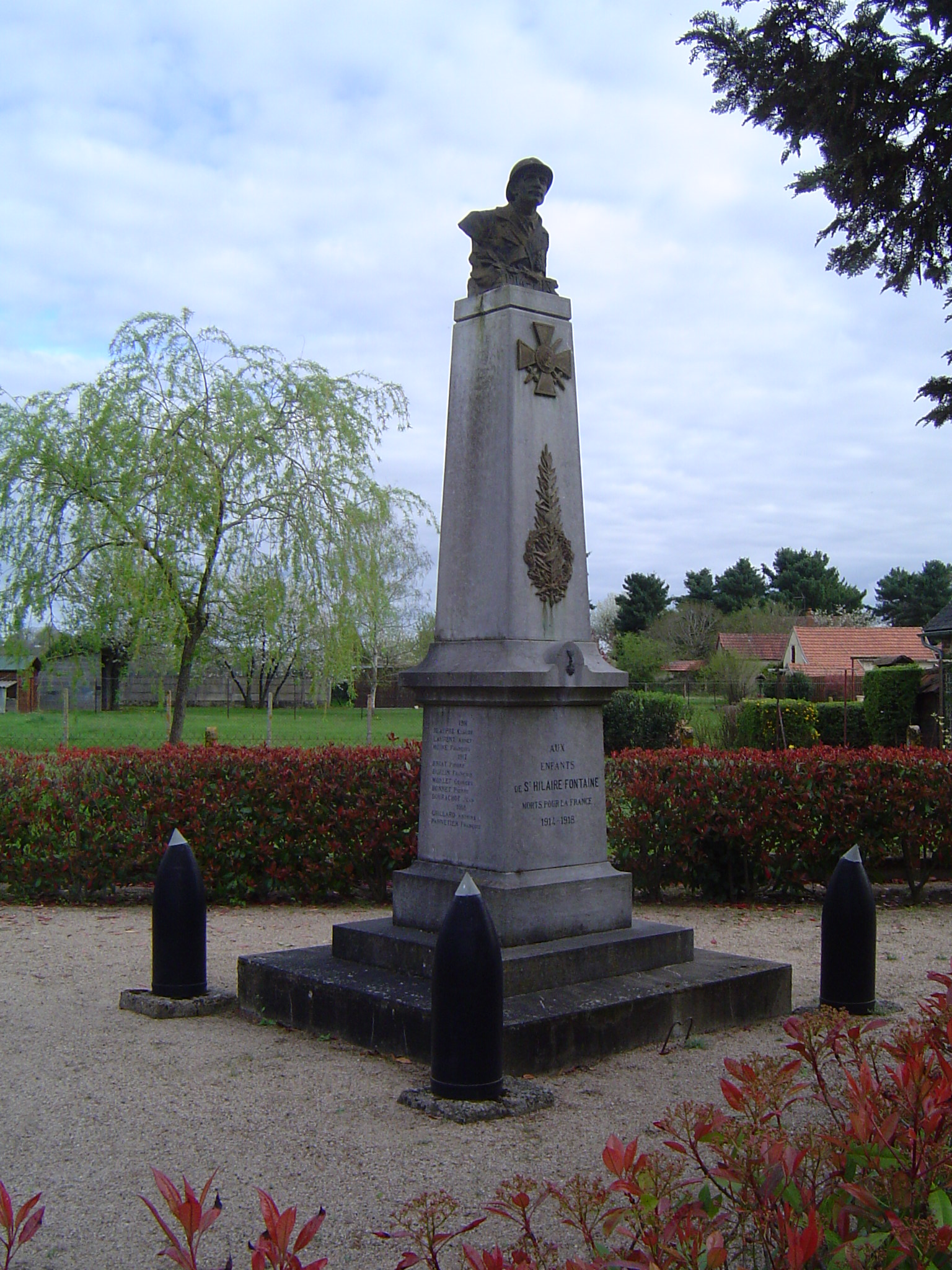

### Personnalités liées à la commune
- Charles Choignère, curé de la commune, est décoré d’une médaille d’or décernée par le roi en récompense de « son dévouement actif et énergique » pendant les inondations de 1846[32].
- Georges Turlier, champion olympique de canoë-kayak aux Jeux olympiques de 1952 à Helsinski, né dans la commune en 1931.